# 児玉仁士
児玉 仁士（こだま ひとし、1931年11月28日 - 2021年2月8日）は日本の英語学者、フリジア語学者。獨協大学名誉教授。

## 略歴
鹿児島県薩摩川内市出身。1955年青山学院大学文学部卒業。大学卒業後、東京都品川区立伊藤中学校(現在の義務教育学校品川区立伊藤学園）非常勤講師を経て独協高校にて教鞭をとり始める。当時の独協高校の校長は天野貞祐。1966年青山学院大学大学院修士課程修了。文学修士。指導教授は鈴木重威。修士課程修了後の1966年から獨協大学講師・助教授・（大学院兼任）教授を勤めた。その間、ケンブリッジ大学にて古・中期英語を、フローニンゲン大学でフリジア語を研究。2001年退任。
1990年代から、フリースラント州レーワルデンに毎年通うなどフリジア語の研究を続け、1992年に日本で初めての『フリジア語文法』を、2004年に『フリジア語辞典』、そして2015年に『日本語フリジア語辞典』を上梓した。
2021年2月8日、腎不全のため死去。89歳没。

## 著書
単著
- 『英語は前置詞から』（研究社、1974年）
- 『現代偉人の肖像』（研究社、1976年）
- 『表現英文法』（金星堂、1980年）
- 『笑えばアメリカン AMERICAN JOKES』（研究社、1986年）
- 『大学入試　完全突破の英文法』(日本英語教育協会、1986)
- 『5分間英語文法』（南雲堂、1988年、新装版2005年）
- 『フリジア語文法―オランダのもう一つの言語』（大学書林、1992年）
- 『フリジア語辞典』（大学書林、2004年）
- 『日本語フリジア語辞典 』（大学書林、2015年）

共著
- 『新スタンダード英和辞典』(大修館書店、1959年)
- 『古代英詩哀歌』（研究社、1967年）
- 『古代英詩ベオウルフ』（研究社、1969年）
- 『古代英詩宗教詩』（研究社、1970年）
- 『Danger--men talking!』(南雲堂、1973)
- 『新英和大辞典第5版』（研究社、1980年）
- 『英語学入門』（金星堂、1988年）
- 『英語語源辞典』(研究社、1997年）

論文
- 「フリジア語」P158－P159『朝日ジャーナル編　朝日選書436　世界のことば』所収、朝日新聞社(1991)
- 「フリジア語案内―古期フリジア語と古期英語との比較」P16-P25『学習院大学言語共同研究所紀要第16号』所収、学習院大学(1993)
- 「フリジア語辞典の編集を終えて」P5-P6『The Japan Netherlands Institute News Letter No114』所収、日蘭学会(2005)
- 「フリジア語との出会い」P30－P31『外国語愛好者からの手紙―佐藤政人社長75歳祝賀論文集』所収、近代文芸社(2010)
- 「フリジア語の諺とは」P43-P103『獨協大学英語研究第80号』所収、獨協大学(2019)

## 関連書籍
鈴木聡著「書評 児玉仁士著「フリジア語文法」と「フリジア語辞典」 : 特殊言語の文法書及び辞書作成の雛形として」鳥羽商船高等専門学校紀要第27号 pp. 71-72（2005）